# Nico Schüler
Nico Schüler (geb. am 5. Mai 1970 in Roßlau (Elbe)) ist ein deutsch-amerikanischer Musiktheoretiker, Musikwissenschaftler und Universitäts-Professor.

## Leben
Schüler wuchs in Greifswald auf. Er studierte Musikerziehung, Musikwissenschaft, Philosophie und Informatik an der Universität Greifswald und an der Humboldt-Universität. Im Jahre 2000 erhielt er ein Ph.D. in Musiktheorie von der Michigan State University mit einer Dissertation über computergestützte Musikanalyse. Nach zweijähriger Lehrtätigkeit an der Central Michigan University (1999-2001), nahm er im Jahre 2001 einen Ruf an die Texas State University als Assistant Professor und Leiter der Musiktheorie an. 2006 wurde er zum Associate Professor und 2009 zum Professor befördert. 2017 wurde er zum University Distinguished Professor of Music Theory and Musicology ernannt.
In Schülers Forschungen geht es um die Wiederentdeckung vergessener Musiker und Musikerinnen (z. B. Jacob J. Sawyer [1856-1885], Wallace King [1845-1903], und Cornelia Schröder-Auerbach [1900-19970]), Musik des 20. Jahrhunderts (z. B. Dietrich Erdmann, Hanning Schröder, Kurt Schwaen, Burkhard Meier), Computeranwendungen in der Musikforschung, Methodologie der Musikforschung, Pädagogik der Musiktheorie und Musik-Historiographie. Zusammen mit Stefanie Acquavella-Rauch ist er Mit-Herausgeber der internationalen Buchreihe Methodology of Music Research. Schüler ist Editorial Board Member der wissenschaftlichen Zeitschrift New Sound, und er war Keynote Speaker bei der 13th Biennial International Conference on Music Theory and Analysis in Belgrad in 2019 sowie Keynote Speaker der internationalen Konferenz Vlado S. Milošević: Tradition as Inspiration in Banja Luka, Bosnien und Herzegowina in 2025. Seine wissenschaftlichen Arbeiten wurden in wissenschaftlichen Zeitschriften rezensiert.

## Veröffentlichungen
- Schüler, Nico. "Digital Humanities", MGG Online, edited by Laurenz Lütteken, New York, Kassel, Stuttgart: Bärenreiter et al., September 2023, https://www.mgg-online.com/mgg/stable/499900.
- Schüler, Nico. "The Degree of Rubato in Performances of Bach’s Invention No. 9: Two Case Studies", Softwaregestützte Interpretationsforschung, Grundsätze, Desiderate und Grenzen, edited by Julian Caskel, Frithjof Vollmer, and Thomas Wozonig. Würzburg: Königshausen u. Neumann, 2022. pp. 167-179. ISBN 978-3-82-607433-2.
- Schüler, Nico. "Toward a Higher Accuracy of Note Onset Detection", Softwaregestützte Interpreta-tionsforschung, Grundsätze, Desiderate und Grenzen, edited by Julian Caskel, Frithjof Vollmer, and Thomas Wozonig. Würzburg: Königshausen u. Neumann, 2022. pp. 419-424. ISBN 978-3-82-607433-2.
- Nico Schüler: Online Research Methods for Rediscovering Forgotten Composers: Using Online Databases and Archives. In: David Hurwitz und Pedro Ordóñez Eslava (Hrsg.): Music in the Disruptive Era. Brepols, Turnhout 2022. ISBN 978-2-503-60079-6. S. 97–112.
- Nico Schüler: Orientation Processes and Perspectivism in the Spatiality of Music-Theoretical Research. Reflections on the Plurality of Modern Methods and Methodology of Music Analysis. In: Ivana Ilic et al. (Hrsg.): Music and Space: Theoretical and Analytical Perspectives University of Arts, Belgrade 2021. ISBN 978-86-81340-30-1. S. 38–58.
- Nico Schüler: Otto Laske and the Visualization of Electro‐Acoustic Music: Laske’s Visual Music Animations. In: Emille, the Journal of the Korean Electro-Acoustic Music Society Band 18, 2020, S. 61–67.
- Nico Schüler: Modern Approaches to Teaching Sight Singing and Ear Training. In: Facta Universitatis – Visual Arts and Music Band 6, Nr. 2, 2020, S. 83–92.
- Nico Schüler: Current Research Methodologies For Rediscovering Forgotten Composers: Using Commercial Genealogy And Newspaper Databases And Other Online Archives. In: Music in Society 2018, S. 369–386.
- Nico Schüler: Computer-Assisted Music Analysis: Historical Reflections, Recent Approaches, and Common Methods. In: MusikTheorie – Zeitschrift für Musikwissenschaft Band 32, Nr. 4, 2017, S. 317–329.
- Nico Schüler: Art. Erdmann, Dietrich. In: Laurenz Lütteken (Hrsg.): MGG Online. Bärenreiter, Kassel, Stuttgart, New York 2016, https://www.mgg-online.com/mgg/stable/379677.
- Nico Schüler: Rediscovering Forgotten Composers with the Help of Online Genealogy and Music Score Databases: A Case Study on African-American Composer Jacob J. Sawyer (1856-1885). In: Musicological Annual Band 51, Nr. 2, 2015, S. 85–97.
- Nico Schüler: Computer-Assisted Music Analysis (1950s-1970s): Essays and Bibliographies. Peter Lang, Frankfurt 2014, ISBN 978-3-631-39764-0.
- Nico Schüler und Leon Stefanija (Hrsg.): Approaches to Music Research: Between Practice and Epistemology. Peter Lang, Frankfurt 2011, ISBN 978-3-631-59200-7.
- Leon Stefanija, Nico Schüler, Tuomas Eerola, Reiko Graham, Vanessa Nering, Mirjana Veselinović-Hofman: Musical Listening Habits of College Students in Finland, Slovenia, South Africa, and Texas: Similarities and Differences. Peter Lang, Frankfurt 2010, ISBN 978-3-631-57268-9.
- Nico Schüler: Dietrich Erdmann. In: Hanns-Werner Heister & Walter-Wolfgang Sparrer (Hrsg.): Komponisten der Gegenwart. 39. Nachlieferung, edition text+kritik, München 2009. 2 S.
- Nico Schüler (Hrsg.): On Methods of Music Theory and (Ethno-) Musicology: From Interdisciplinary Research to Teaching. Peter Lang, Frankfurt 2005, ISBN 978-3-631-54390-0.
- Nico Schüler (Hrsg.): Computer-Applications in Music Research: Concepts, Methods, Results. Peter Lang, Frankfurt 2002, ISBN 978-3-631-39032-0.
- Adelheid Krause-Pichler & Nico Schüler (Hrsg.): Die Gleichheit von Neu oder Alt. Dietrich Erdmann – Leben und Werk. ConBrio, Freiburg 1997, ISBN 978-3-930079-93-3.
- Nico Schüler: Hanning Schröder. Dokumente und Kritisches Werkverzeichnis. von Bockel, Hamburg 1996, ISBN 978-3-928770-67-5.
- Nico Schüler (Hrsg.): Zwischen Noten- und Gesellschaftssystemen. Festschrift für Cornelia Schröder-Auerbach zum 95. Geburtstag und zum Andenken an Hanning Schröder anläßlich seines 100. Geburtstages. Peter Lang, Frankfurt 1996, ISBN 978-3-631-49832-3.
- Nico Schüler: Zum Problem und zu Methoden von Musikanalyse von Bockel, Hamburg 1996, ISBN 978-3-928770-79-8.